# Annett Finger
Annett Finger (* 1981 in Schlema) ist eine deutsche Triathletin, Ausdauersportlerin und Triathlon-Europameisterin bei den Amateuren (2012).

## Werdegang
Annett Finger wuchs in Glauchau auf und begann 2008 mit dem Triathlon.
Bei ihrem ersten Start über die Langdistanz im Rahmen der Challenge Roth belegte Annett Finger 2009 als beste Amateurin den 17. Rang im Frauenfeld (3,8 km Schwimmen, 180 km Radfahren und 42,2 km Laufen).
Sie ist auch im Ausdauersport in anderen Bereichen aktiv und so überquerte sie etwa 2010 beim Transalpine-Run zu Fuß in acht Tagen die Alpen.
2012 wurde sie Triathlon-Europameisterin auf der Mitteldistanz bei den Amateuren in der Altersklasse 30–34. Im August gewann sie mit neuem Streckenrekord beim Norseman Xtreme Triathlon, eines der härtesten Rennen auf der Langdistanz.

### Triathlon-Profi
Annett Finger lebte zu Beginn ihrer 30er Jahre drei Jahre lang als Triathlon-Profi.
2013 startete sie für den Verein TSG Glauchau mit Fokus auf die Mittel- und Langdistanz. Im November 2016 wurde sie auf der Langdistanz Neunte beim Ironman Mexico.
Im Juli 2017 wurde sie Zwölfte bei den Ironman European Championships in Frankfurt am Main.

## Berufliches
Annett Finger ist Betriebswirtin und seit dem Ende der Zeit als Triathlon-Profi leitende Angestellte „... bei einem großen Elektromaschinenhersteller in Dresden ...“.

## Sportliche Erfolge
| Datum/Jahr    | Platz | Wettbewerb                                          | Austragungsort | Zeit       | Bemerkung                                                                                        |
| ------------- | ----- | --------------------------------------------------- | -------------- | ---------- | ------------------------------------------------------------------------------------------------ |
| 25. Juni 2017 | 3     | Dresden City Triathlon                              | Dresden        | 02:18:01   | Olympische Distanz; Zweite der AK TW30                                                           |
| 3. Juni 2017  | 2     | Czechman Triatlon                                   | Pardubice      | 04:39:16,5 | Zweite der AK 35–39                                                                              |
| 19. März 2017 | 9     | Ironman 70.3 Campeche                               | Campeche       | 04:47:52   | bei der Erstaustragung                                                                           |
| 13. Sep. 2015 | 3     | Ironman 70.3 Rügen                                  | Rügen          | 04:23:03   | [ 7 ]                                                                                            |
| 1. Sep. 2013  | 8     | Challenge Walchsee-Kaiserwinkl                      | Kaiserwinkl    | 04:44:51   |                                                                                                  |
| 16. Juni 2013 | 7     | Ironman 70.3 Berlin                                 | Berlin         | 04:46:45   |                                                                                                  |
| 1. Juni 2013  | 1     | Czechman Triatlon                                   | Pardubice      | 04:34:33   | [ 8 ]                                                                                            |
| 10. Juni 2012 | 1     | ETU Challenge Triathlon European Championship 30-34 | Kraichgau      | 04:47:02   | Europameisterschaft auf der Mitteldistanz bei der Challenge Kraichgau; Siegerin der Altersklasse |
| 5. Juni 2011  |       | Challenge Kraichgau                                 | Kraichgau      | 04:42      | Siegerin der Altersklasse (Halbdistanz)                                                          |
| 6. Juni 2010  | 4     | DTU Deutsche Triathlon-Meisterschaft Mitteldistanz  | Kulmbach       | 04:39      | beim Mönchshof Triathlon (2 km Schwimmen, 85 km Radfahren und 20 km Laufen)                      |

| Datum/Jahr    | Platz | Wettbewerb                                       | Austragungsort    | Zeit     | Bemerkung |
| ------------- | ----- | ------------------------------------------------ | ----------------- | -------- | --- |
| 9. Juli 2017  | 12    | Ironman Germany                                  | Frankfurt am Main | 10:03:34 | Ironman European Championships |
| 22. Apr. 2017 | 13    | Ironman Texas                                    | The Woodlands     | 09:33:48 | [ 9 ] |
| 27. Nov. 2016 | 9     | Ironman Mexico                                   | Cozumel           | 09:46:15 | |
| 6. Okt. 2013  | 5     | Challenge Barcelona-Maresme                      | Barcelona         | 09:30:20 | |
| 5. Aug. 2012  | 1     | Norseman Xtreme Triathlon                        | Eidfjord          | 12:17:04 | einer der härtesten Triathlon-Bewerbe weltweit über 3,8 km Schwimmen, 180 km Radfahren und 42,2 km Laufen (5.500 Hm) – neuer Streckenrekord |
| 4. Sep. 2011  | 4     | DTU Deutsche Triathlon-Meisterschaft Langdistanz | Köln              | 09:49:32 | beim Cologne226 |
| 1. Aug. 2010  | 10    | Ironman Regensburg                               | Regensburg        | 10:04:21 | zweiter Start auf der Langdistanz – Siegerin der Altersklasse W25                                                                           |
| 12. Juli 2009 | 17    | Challenge Roth                                   | Roth              | 10:12:41 | Altersklassenbeste (W25) bei ihrem ersten Start auf der Langdistanz                                                                         |

| Platz | Wettbewerb            | Austragungsort       | Zeit     | Bemerkung                                                                       |
| ----- | --------------------- | -------------------- | -------- | ------------------------------------------------------------------------------- |
| 1     | Race across the Alps  | Nauders              | 25:44:34 | Neuer Streckenrekord                                                            |
| 1     | Dreiländergiro        | Nauders              | 6:57:20  | 168 km, 3.300 Hm                                                                |
| 1     | Elbspitze             | Dresden              | 36:28:00 | Erste Frau, die den Ultra-Bergmarathon finisht.                                 |
| 5     | Transalpine-Run       | Sulden               | 42:33    | 265 km, 15.500 Hm                                                               |
| 1     | Limbacher Marktlauf   | Limbach-Oberfrohna   | 00:42:37 | 10,6 km                                                                         |
| 7     | Arctic Circle Race    | Sisimiut             | 16:10:07 | Ski-Etappenrennen auf Grönland (3 Tage, 160 km) vom 23. bis 25. März            |
| 8     | Rajalta Rajalle       | Finnland             |          | Finnlandquerung mit Ski von Ost nach West (7 Tage, 440 km)                      |
| 3     | Trailrun Worldmasters | Saalbach-Hinterglemm |          | 3 Rennen (3 Tage, 62 km)                                                        |
| 6     | Transalpine-Run       | Ruhpolding           |          | Alpenüberquerung von Ruhpolding nach Sexten im Team (8 Tage, 330 km, 14.000 Hm) |

(DNF – Did Not Finish)